# Anadyr (miasto)
Anadyr (ros. Анaдырь, czuk. Кагыргын, Kagyrgyn) – miasto w Rosji na Nizinie Anadyrskiej; stolica Czukockiego Okręgu Autonomicznego.
Leży na prawym brzegu Zatoki Anadyrskiej (Morze Beringa). Miasto ma 15,2 tys. mieszkańców (2021), głównie Rosjan i Czukczów. Port morski przy Północnej Drodze Morskiej. Klimat  morski, subpolarny – średnia temperatura w styczniu -22°С, a w lipcu około 12°С.
W pobliżu miasta znajdują się złoża węgla brunatnego i złota. W mieście rozwinął się przemysł rybny.
Miejscowość założona przez Siemiona Dieżniowa w 1648 roku jako Anadyrsk, od 1889 r. jako Nowo-Mariińsk; obecna nazwa od 1923 r.; prawa miejskie od 1965 r.

## Transport i komunikacja
Anadyr posiada port lotniczy o znaczeniu federalnym.

## Miasta partnerskie
- Bethel